# Spydkast (atletik)
Spydkast er en atletikdisciplin, hvori udøveren kaster et spyd, så langt som muligt. Spyddets vægt varierer efter kasterens alder og køn, og vejer enten 400 gram, 500 gram 600 gram, 700 gram eller 800 gram.
Af hensyn til sikkerheden er reglerne for spydkast blevet ændret flere gange. Første gang da IAAF (Det internationale atletik forbund) forbød en speciel rotationsteknik, udført af Felix Erausquin fra Spanien i 1966, hvor han kastede over 100 meter. Da 100 meter-grænsen igen blev brudt i 1984 af østtyskeren Uwe Hohn, blev specifikationerne for spyddet igen ændret.